# Antero Guardia
Antero Guardia Martínez (Úbeda, 1915-ib., 17 de enero de 2006) fue un empresario teatral y taurino español.

## Biografía
Considerado uno de los impulsores del teatro y la revista en Andalucía, su éxito profesional comienza a vislumbrarse en los años cincuenta, tras la guerra civil española. Empresario desde temprana edad, se hace cargo de la gestión y propiedad del Teatro Ideal Cinema de Úbeda y consolida su posición como empresario teatral y taurino —a partir del Coso de San Nicasio de la misma localidad— en la región. Asimismo, Guardia fue responsable de la gestión de los teatros municipales de Almería, Baeza, Cazorla, Jaén, Linares o Málaga. 
En su labor como empresario y productor, Guardia se caracterizó por ofrecer una mezcla de géneros populares y teatro clásico en sus programaciones. Trabajó intensamente junto a Colsada en la producción de revistas, pero destacó asimismo en la programación de zarzuelas, obras de teatro español o del género chico. También fue activo en la organización de conciertos, sobre todo en los años 1960 y 1970, con artistas mayoritariamente andaluces como Rafael Farina, Lola Flores o el linarense Raphael. Su labor le hizo ser merecedor de diversos premios.
En 2008, el Ayuntamiento de Úbeda instauró el Premio Nacional de Teatro Antero Guardia en su honor.